# Wild Horses
"Wild Horses" er en sang fra det engelske rock ‘n’ roll band The Rolling Stones, og den var fra deres 1971 album Sticky Fingers.

## Historie
Den blev skrevet af Mick Jagger og Keith Richards, og ”Wild Horses” skulle originalt været blevet skrevet af Richards, som reaktion over at han skulle forlade sin dengang spæde søn Marlon for at tage på tour med bandet . Selvom der også er rygter om, at Jagger skulle have skrevet store dele af sangen om, så den omhandlede enden på hans forhold til Marianne Faithfull. Jagger sagde selv i 1993:” Alle siger altid at den er skrevet omkring Marianne, men jeg tror ikke den var; det var godt og vel over på det tidspunkt. Men jeg var helt bestemt inde i den følelse .”
| Citat | I know I dreamed you a sin and a lie; I have my freedom but I don't have much time; Faith has been broken, tears must be cried; Let's do some living after we die | Citat |
|       | |       |

Indspilningerne til sangen forgik mellem december, 1969, og februar, 1970. Musikerne der indspillede var følgende. Jagger sang, mens Richards og Mick Taylor spillede elektriske og akustiske guitarer. Bass og trommer blev spillet af henholdsvis Bill Wyman og Charlie Watts, mens Jim Dickinson spillede sangens klaver. Koret var Jagger og Richards . 

## Udgivelse og efterfølgende
Udgivet som den anden (kun i USA) single i juni, 1971, blev ”Wild Horses” nummer 28. på single charts.  Allerede året før var sangen dog udgivet i en countryversion på The Flying Burrito Brothers anden plade, ”Burrito Deluxe”.
Selvom den er populær til The Stones live shows er ”Wild Horses” kun blevet udgivet i en akustisk/live udgave på albummet Stripped. Den er desuden også at finde på opsamlingsalbummet Forty Licks fra 2002. Derudover findes den også på det opsamlingsalbum som ABKCO udgav fra den periode Hot Rocks
Den var dens populæritet som cover sang for andre artister, der i sidste ende ledte til at The Rolling Stoens genudgav den i 1996. "Wild Horses" er som sagt blevet coveret af mange artister som for eksempel: The Cranberries, The Sundays, Guns N' Roses, Bush, Tori Amos, Dave Matthews, Garbage, Charlotte Martin, og senest Alicia Keys, Adam Levine, Tre Lux, Iron & Wine og Stone Sour. The Sundays version blev brug i en Budweiser ølreklame tidligt i 1990'erne.
I 2004 tildelte Rolling Stone sangen en placering som nummer 334 på deres liste over de 500 bedste sange nogensinde.